# Rachel

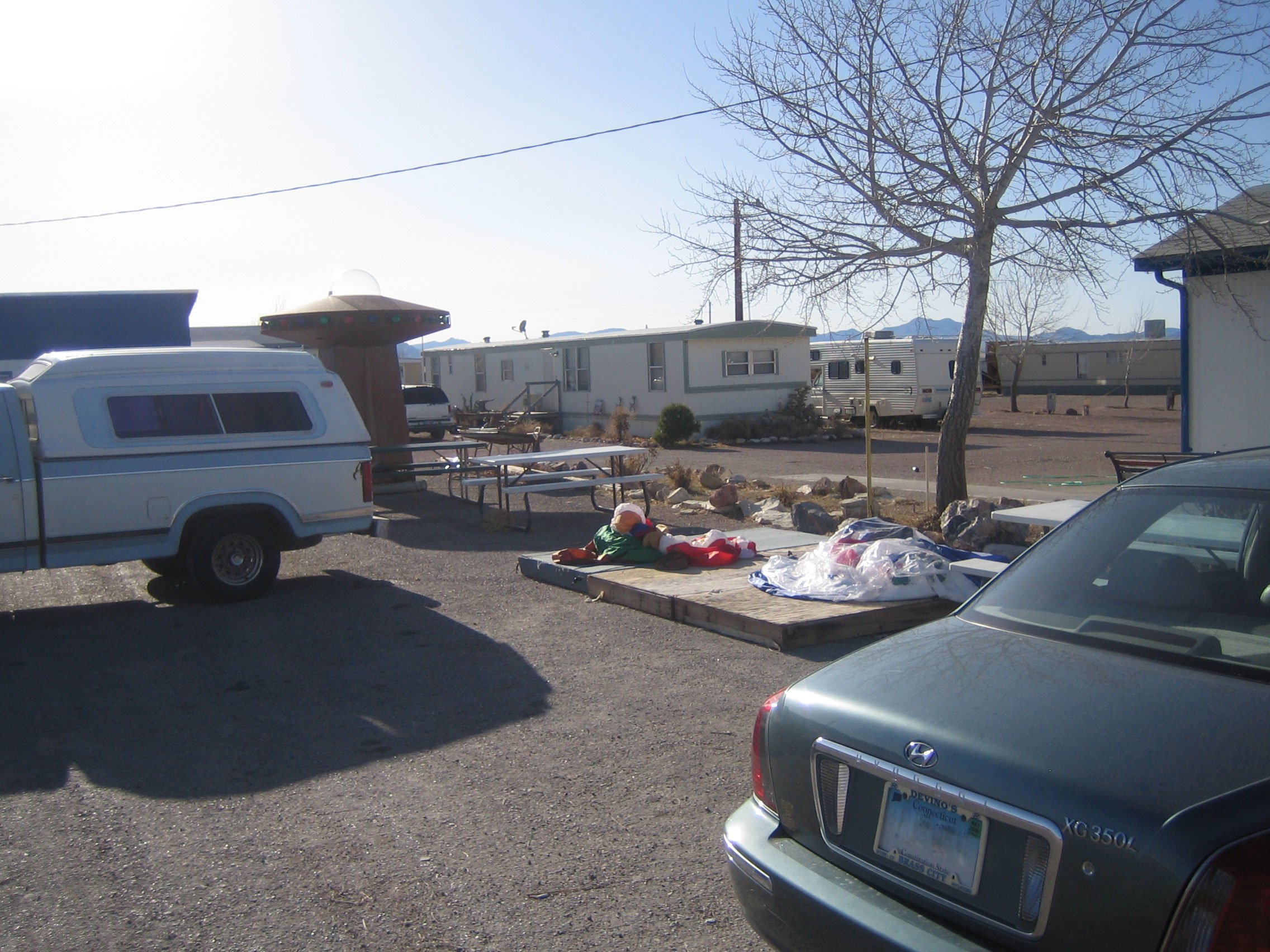
Utanför Little A'Le'Inn

Rachel är en ort i Lincoln County, Nevada, USA. Stadens främsta egenskap är dess närhet till den mytomspunna flygbasen Area 51. Staden ligger längs med Nevada Highway 375, som också officiellt (och främst) går under namnet Extraterrestrial Highway som har den inofficiella hastighetsbegränsningen warp 7. Rachel är också det samhälle som är beläget närmast Area 51.
Orten har omkring 100 invånare och var från början en gruvort där man bröt volfram. I dag lever den på sitt rykte som bas för UFO-spotting. En vanlig mötesplats är restaurangen Little A 'Le'Inn som säljer mat, dryck, souvenirer och kartor över Area 51.